# Sam Dolgoff
Sam Dolgoff (Distretto di Bešankovičy, 1902 – 1990) è stato un attivista russo naturalizzato statunitense e anarco-sindacalista attivo negli Stati Uniti d'America.

## Biografia
Dolgoff nacque nello shtetl di Ostrovno, nell'Impero russo,per poi trasferirsi con la famiglia nel Bronx, a New York.Suo padre era un imbianchino e Dolgoff intraprese la stessa professione a soli 11 anni, continuando per tutta la vita. Dopo essere stato espulso dalla Young People's Socialist League, il giovane Sam si unì all'Industrial Workers of the World nel 1922e rimase membro fondamentale del movimento per il resto della sua vita. Fu co-fondatore della rivista Libertarian Labor Review, poi rinominata Anarcho-Syndicalist Review per differenziarsi dal Partito Libertario. Morì di infarto nel 1990, all'età di 88 anni.

## Opere
- The Anarchist Collectives: Workers' Self-Management in the Spanish Revolution, 1936–1939 (1974)
- The Cuban Revolution: A Critical Perspective (1974)
- The Relevance of Anarchism to Modern Society (1977)
- Modern Technology and Anarchism" (1986)
- Fragments: A Memoir (1986, ISBN 0-946222-04-5).
- Third World Nationalism and the State (Anarchist Communist Federation of North America) (1983)